# Giovanni Ferrari (sculpteur)
Giovanni Ferrari dit Torretto (né le 5 juin 1744 à Crespano del Grappa et mort le 2 novembre 1826  à Venise) est un sculpteur italien de la fin du XVIIIe  et du début du XIXe siècle.

## Biographie
Le père de Giovanni, Gaetano, est tailleur de pierres par le commerce. Sa mère était Domenica Tedesca. Il est le dernier artiste bien connu de la dynastie de sculpteurs Torretti, qui, comprend son grand-oncle Giuseppe Torretto et son oncle Giuseppe Bernardi. En 1755, il a déménagé à Venise dans l'atelier de ce dernier, et à la mort de Bernardi en 1773, il a hérité de son atelier.
Ferrari s'est d'abord appliqué à terminer certains travaux de son prédécesseur, aidé, entre autres, par Antonio Canova, qui a travaillé avec lui dès 1744. Mais en 1777, Ferrari a fermé l'atelier, a déménagé à Mantoue, à Modène, puis enfin à Bologne. À partir de 1779, il est à Rome où il travaille dans l'atelier de Lorenzo Cardelli, et plus tard avec Francesco Antonio Franzoni. Il est ensuite retourné à Venise, où il a travaillé jusqu'en 1796 sur 22 des statues de Prato della Valle à Padoue.
Pour le théâtre La Fenice (ouvert en 1792), Ferrari a fait deux statues (Melpomène et Terpsichore) pour la façade et a aidé Giovanni Antonio Moschini compléter les bas-reliefs de l'intérieur (deux seulement après l'incendie de 1837). Peu de temps après le monument construit à Angelo Emo (aujourd'hui conservé dans l'église de San Biagio), que beaucoup considèrent comme son chef-d'œuvre.
En 1804, il a été nommé adjoint au Accademia di Belle Arti à Venise.
Vers la fin de sa carrière, il a commencé à travailler pour la famille Savorgnan (comte Giulio a été appelé "mon patron" par le sculpteur). Ensuite, la relation est devenue tendue en raison de paiements manqués qui ont conduit Ferrari à aller au tribunal.
Son fils Gaetano (mort en 1847) est également devenu un sculpteur; il a été formé par Rinaldo Rinaldi et a travaillé avec Canova.

## Œuvres
- Église San Geremia à Venise : deux statues dans le chœur de part et d'autre du maître autel Saint Jérémie et Saint Pierre.